# 三茂镨
三茂镨是镨的金属有机化合物，化学式为Pr(C5H5)3，在干燥空气中稳定。
三茂镨和一般过渡金属的环戊二烯配合物不同，被认为是离子型键合。

## 制备
三茂镨可在四氢呋喃介质中，用无水氯化镨和环戊二烯钠反应得到：
3C5H5Na + PrCl3 → (C5H5)3Pr + 3 NaCl

## 化学性质
三茂镨遇水分解，生成氢氧化镨和环戊二烯。